# Hermann Kretzschmer

Hermann Kretzschmer

Johann Hermann Kretzschmer (* 28. Oktober 1811 in Anklam; † 5. Februar 1890 in Berlin) war ein Maler und Radierer. Kunstgeschichtlich zählt er zur Düsseldorfer Malerschule. In den 1840er Jahren wurde er durch orientalistische Genrestücke und Bildnisse bekannt.

## Leben
Kretzschmer kam 1829 nach Berlin, wo ihn Wilhelm Wach unterrichtete. Von 1831 bis 1837 studierte er an der Kunstakademie Düsseldorf bei Wilhelm von Schadow. Erste größere Werke waren Märchenbilder, die in Anlehnung an Theodor Hildebrandt und Eduard Steinbrück entstanden.
Auf Anregung seines Freundes Ferdinand Freiligrath unternahm er eine ausgedehnte Studienreise in den Mittelmeerraum und den Vorderen Orient: 1838 ging er zunächst nach Rom und besuchte 1840 und 1841 Sizilien, Griechenland, Ägypten und Konstantinopel. Seine Reisen finanzierte er teilweise mit Porträts von Würdenträgern. Aufmerksamkeit erregte er mit den Porträts des osmanischen Gouverneurs von Ägypten Muhammad Ali Pascha und des osmanischen Sultans Abdülmecid I. Zuvor hatte es wegen des Bilderverbots im Islam keine Gemälde dieser Herrscher gegeben.
1842 kehrte er nach Düsseldorf zurück, siedelte aber 1845 nach Berlin über. Auf der Basis seiner aus dem Orient mitgebrachten Skizzen, Sammelstücke und Erfahrungen schuf er in den 1840er und 1850er Jahren weitere Bilder des „ethnischen Genres“ und wurde teilweise als „erster Berliner Orientmaler“ bezeichnet. Bald wandte er sich jedoch wieder anderen Themen der Genremalerei zu. 1856 wurde er zum Titularprofessor ernannt.
Kretzschmer war ein Jugendfreund des Komponisten Otto Nicolai. Befreundet war er ferner mit dem Dichter Emanuel Geibel, der ihm ein Sonett widmete.
Hermann Kretzschmer starb 1890 im Alter von 78 Jahren in Berlin und wurde auf dem Alten Zwölf-Apostel-Kirchhof in Schöneberg bei Berlin beigesetzt. Das Grab ist nicht erhalten.

## Werke
- Rotkäppchen (1833)
- Aschenbrödel (1836)
- Die Kinderwiege (1875)
- Das Frühstück in der Wüste

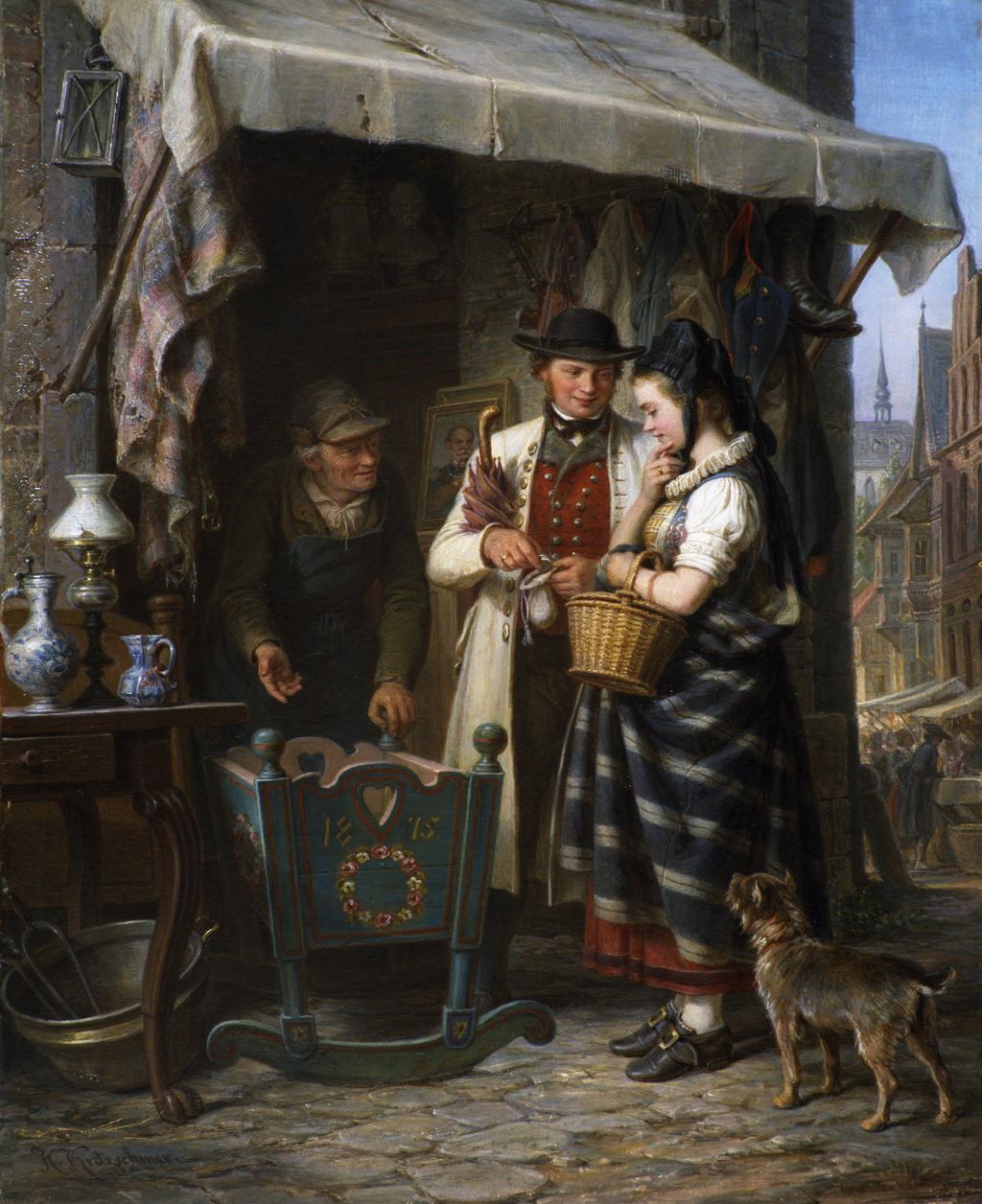
Die Kinderwiege (1875)

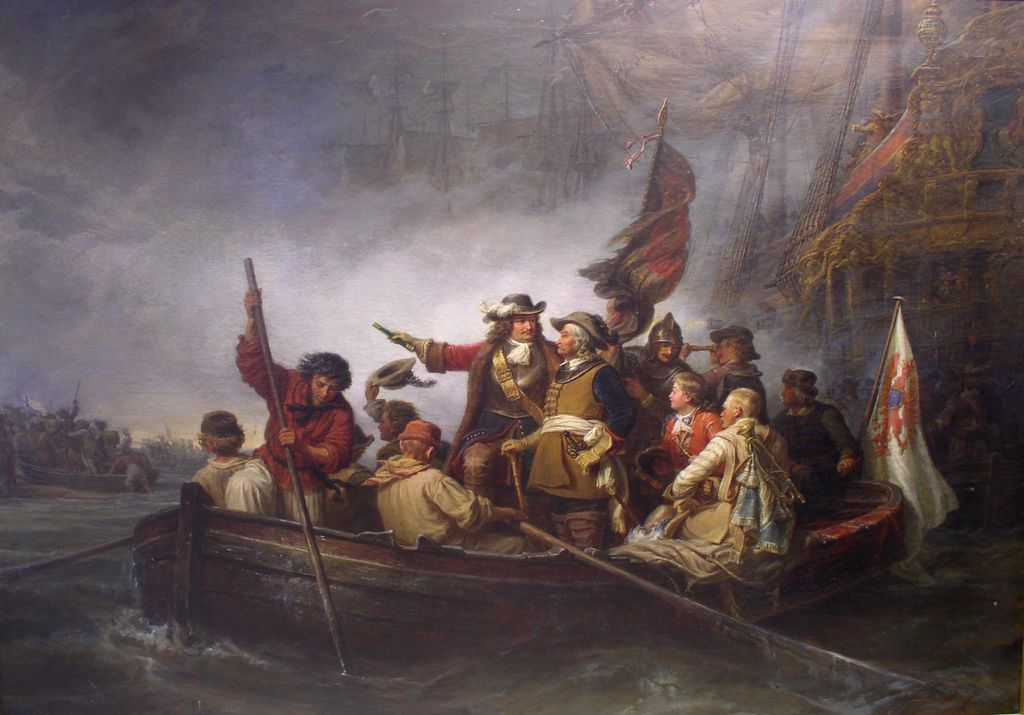
Die Landung des Großen Kurfürsten 1678 (um 1862)

- Die Karawane im Samum (Museum in Leipzig)
- Die Einschiffung wider Willen (Schloss Babelsberg)
- Die Rückkehr der Pilgerkarawane
- Die Landung des Großen Kurfürsten auf Rügen 1678 (um 1862)
- Des Pagen Seydlitz erste Lustfahrt mit dem Markgrafen von Schwedt
- Der schwarze Mann kommt (als Der Schornsteinfeger kommt im Kunstmuseum Bremerhaven)
- Die ersten Höschen
- Das Wochenbett der Katze
- Die Geduldsprobe
- Prinz Friedrich Karl mit Generalstab bei Düppel
- Heimfahrt aus der Schule im Spreewald
- Die Trauung zu Gretna-Green
- Mehemed Ali
- Abbas Pascha
- Abd ul Medschid

Er schuf ferner Radierungen:
- Aus dem Leben eines Kindes (nach Reinicks Gedicht)
- Ammonium (nach Freiligrath)

### Illustrationen (Auswahl)
Digitalisierte Ausgaben der Universitäts- und Landesbibliothek Düsseldorf:
- In: Deutsche Dichtungen mit Randzeichnungen deutscher Künstler. 2 Bände. Buddeus, Düsseldorf 1843. (urn:nbn:de:hbz:061:2-712).
- In: Robert Reinick: Lieder eines Malers mit Randzeichnungen seiner Freunde. 1836–1852.
  - Lieder eines Malers mit Randzeichnungen seiner Freunde. Schulgen-Bettendorff, Düsseldorf 1838, farbige Mappen-Ausgabe (urn:nbn:de:hbz:061:2-18668).
  - Lieder eines Malers mit Randzeichnungen seiner Freunde. Schulgen-Bettendorff, Düsseldorf 1838 (urn:nbn:de:hbz:061:2-18244).
  - Lieder eines Malers mit Randzeichnungen seiner Freunde. Buddeus, Düsseldorf zw. 1839 und 1846 (urn:nbn:de:hbz:061:2-84).
  - Lieder eines Malers mit Randzeichnungen seiner Freunde. Vogel, Leipzig ca. 1852 (urn:nbn:de:hbz:061:2-18254).
- In: Reumont, Alfred von / White, Charles (Hrsg.): Ruins of the Rhine, their times and traditions. Kohnen, Aix-La Chapelle 1838 (urn:nbn:de:hbz:061:2-1602).
- In: Reumont, Alfred von. Sagas légendes des bords du Rhin: orné de 8 gravures sur acier. Kohnen, Aix-la-Chapelle 1838 (urn:nbn:de:hbz:061:2-1616).